# Fattah-1
Fattah-1 (tiếng Ba Tư: فتاح, n.đ. 'kẻ chinh phục') là một tên lửa đạn đạo tầm trung của Iran, do Lực lượng Vệ binh Cách mạng Hồi giáo phát triển và được công bố vào tháng 6 năm 2023. Iran đã mô tả tên lửa này là "siêu thanh", tuy nhiên mô tả này đã bị một số hãng truyền thông đối lập như Calcalist, The Times of Israel và The Warzone đánh giá là "đáng ngờ"; và nhà phân tích Fabian Hinz cho rằng mô tả này "làm rối thêm chứ không giúp sáng tỏ". Theo phía Iran, khả năng cơ động cao và tốc độ của tên lửa giúp nó né tránh được các hệ thống phòng thủ tên lửa. Vào tháng 11 năm 2023, Iran đã công bố phiên bản mới hơn của tên lửa, có tên là Fattah-2.
Tên lửa này được cho là có khả năng mang đầu đạn hạt nhân nếu Iran tiếp tục theo đuổi chương trình hạt nhân của mình.

## Mô tả
Theo phía Iran, tên lửa có khả năng cơ động ra vào bầu khí quyển và có khả năng vượt qua các hệ thống phòng thủ tên lửa. Iran mô tả nó là một tên lửa siêu thanh. Tuy nhiên, theo Fabian Hinz, nhà nghiên cứu phân tích quốc phòng và quân sự tại Viện Nghiên cứu Chiến lược Quốc tế (IISS), Fattah không thuộc nhóm phân loại phổ biến của vũ khí siêu thanh, mà là một tên lửa đạn đạo tầm trung (MRBM) với "giai đoạn hai được tích hợp đầu đạn, các hệ thống điều khiển khí động học và một động cơ nhiên liệu rắn nhỏ được tích hợp hệ thống vector đẩy (TVC), trông giống như một phương tiện tái nhập có khả năng cơ động (MaRV) hơn là một phương tiện lướt siêu thanh (HGV)", nghĩa là nó chỉ có thể cơ động trong một khoảng ngắn ở giai đoạn cuối. Hinz lưu ý rằng "Iran đã cố gắng vượt qua giới hạn này bằng cách gắn một động cơ TVC nhỏ vào MaRV, cho phép cơ động bên ngoài khí quyển."

## Lịch sử
Vào ngày 10 tháng 11 năm 2022, trong lễ kỷ niệm 11 năm ngày mất của Hassan Tehrani Moghaddam, người được xem là "cha đẻ của tên lửa Iran", Iran tuyên bố rằng họ đã chế tạo một tên lửa đạn đạo siêu thanh tiên tiến và gọi đây là một "bước nhảy vọt mang tính thế hệ". Chuẩn tướng Amir Ali Hajizadeh, tư lệnh Lực lượng Hàng không Vũ trụ, cho biết tên lửa này có tốc độ rất cao và có thể cơ động cả ở dưới và trên bầu khí quyển Trái Đất. Ông nói rằng "nó có thể xuyên thủng mọi hệ thống phòng thủ tên lửa" và nói thêm rằng ông tin phải mất hàng thập kỷ nữa mới có thể phát triển được một hệ thống đánh chặn nó. Tên lửa đã được ra mắt trong một buổi lễ vào ngày 6 tháng 6 năm 2023.
Iran có thể đã sử dụng các tên lửa Fattah-1 trong các cuộc không kích nhằm vào Israel vào ngày 1 tháng 10 năm 2024, theo một phân tích của The New York Times. Theo tiến sĩ Jeffrey Lewis, các nhà nghiên cứu đến từ Trung tâm Nghiên cứu Không phổ biến Vũ khí James Martin (CNS) đã xác định được mảnh vỡ của Fattah-1 từ cả cuộc tấn công ngày 1 tháng 10 cũng như các cuộc không kích của Iran nhằm vào Israel vào tháng 4 năm 2024.
Vào ngày 18 tháng 6 năm 2025, Iran tuyên bố rằng họ đã một lần nữa phóng tên lửa siêu thanh vào Israel trong một đợt không kích mới diễn ra qua đêm. Sự leo thang này diễn ra chỉ vài giờ sau khi Tổng thống Hoa Kỳ Donald Trump công khai yêu cầu Iran "đầu hàng vô điều kiện".

## Thư viện ảnh

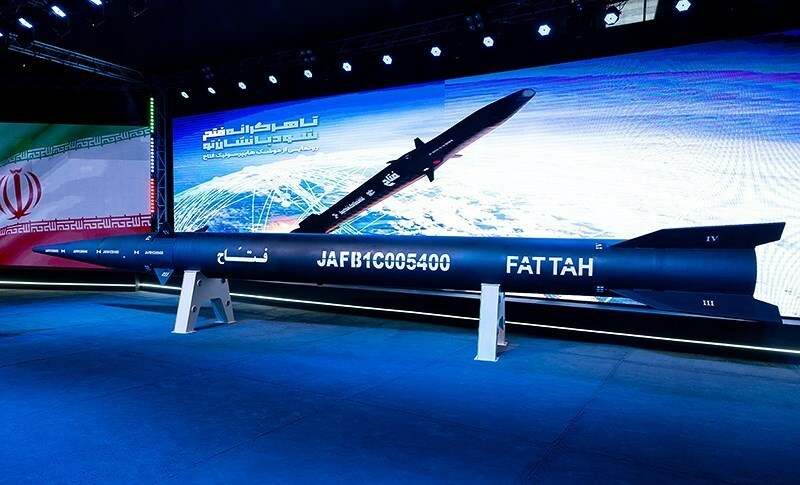
Tên lửa Fattah trong lễ ra mắt ngày 6 tháng 6 năm 2023
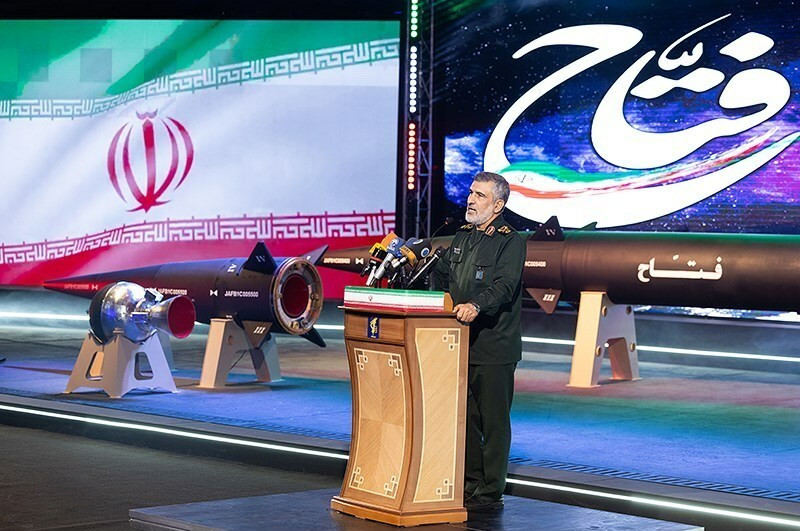
Chuẩn tướng Amir Ali Hajizadeh tại lễ ra mắt
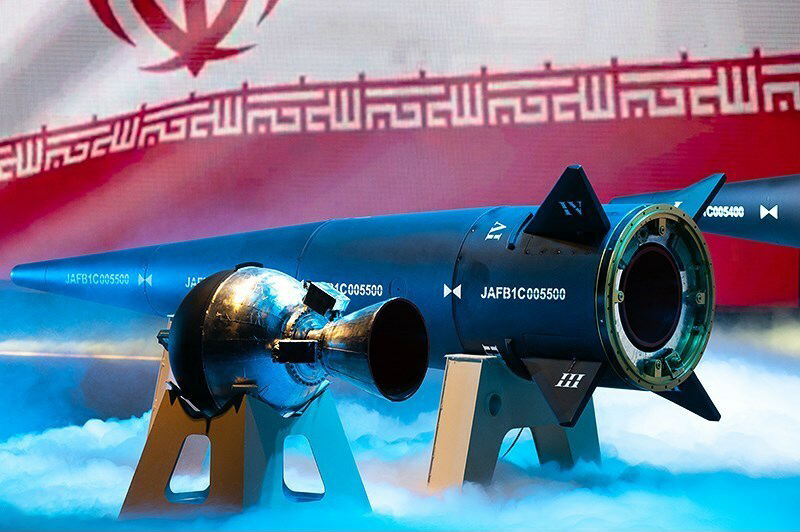
Giai đoạn cuối với động cơ tên lửa